# Калугін Володимир Дмитрович
Володи́мир Дми́трович Калу́гін — український хімік, доктор хімічних наук (1994), професор (2001), винахідник.

## Життєпис
1961 року закінчив Уральський політехнічний інститут. Працював у Пермській філії Державного інституту прикладної хімії Державного комітету у справах хімії КМ СРСР. Протягом 1963—1994 років — у НДІ хімії Харківського університету, від 1994-го (за сумісництвом) провідний науковий співробітник.
В 1994—2000 роках — завідувач кафедри хімії Харківського військового університету, протягом 2001-2002-го — професор кафедри хімії, 2002–2004-го — професор кафедри радіаційного, хімічного й біологічного захисту та екологічної безпеки Харківського університету Повітряних Сил. В 2004—2006 роках — професор кафедри процесів горіння, від 2007-го — кафедри спеціальної хімії та хімічної технології Національного університету цивільного захисту України.
Напрями наукових досліджень: матеріалознавство, фізична хімія, екологічний й цивільний захист.

### Серед робіт
- «Кінетика хімічного окислення в розчинах компактних шарів сульфіду свинцю», 2003
- «Аналіз кінетичних та енергетичних факторів при відновленні металів в гідродинамічному режимі», 2009
- «Підвищення ефективності вогнегасних складів на основі води за рахунок додання різноманітних реагентів», 2010
- «Вогнегасні емульсії: теорія, склади, використання», 2011, усі роботи — у співавторстві.

### Серед патентів
- «Піротехнічний склад для штучного опадоутворення», 2016, співавтор — Кустов Максим Володимирович
- «Пристрій для скидання автоматизованих засобів контролю факторів небезпеки та вантажів для постраждалих з безпілотного літального апарата», 2016, співавтори — Тютюник Юлія Вадимівна, Андронов Володимир Анатолійович, Тютюник Вадим Володимирович